# Drungena haban
Espèce
Synonymes
- Mysmena haban Miller, Griswold & Yin, 2009

Drungena haban est une espèce d'araignées aranéomorphes de la famille des Mysmenidae.

## Distribution
Cette espèce est endémique du Yunnan en Chine,. Elle se rencontre dans le xian de Gongshan.

## Description
La femelle holotype mesure 0,75 mm.
Le mâle décrit par Zhang, Li, Lin, Li, Yao et Zhang en 2023 mesure 0,64 mm et la femelle 1,08 mm.

## Systématique et taxinomie
Cette espèce a été décrite sous le protonyme Mysmena haban par Miller, Griswold et Yin en 2009. Elle est placée dans le genre Drungena par Zhang, Li, Lin, Li, Yao et Zhang en 2023.

## Étymologie
Son nom d'espèce lui a été donné en référence au lieu de sa découverte, les chutes Haban.

## Publication originale
- Miller, Griswold & Yin, 2009 : « The symphytognathoid spiders of the Gaoligongshan, Yunnan, China (Araneae, Araneoidea): Systematics and diversity of micro-orbweavers. » ZooKeys, no 11, p. 9-195 (texte intégral).